# William Regal
Darren Kenneth Matthews (Blackpool, 10 de maio de 1968), mais conhecido como William Regal, é um ex-lutador de wrestling profissional e comentarista britânico que atualmente trabalha para a AEW, sendo o líder do BBC (Blackpool Combat Club). Ele também é conhecido por seu trabalho na World Championship Wrestling, onde competiu sob o nome de Steven Regal. Começando sua carreira em um circuito de feiras na Inglaterra, Matthews se mudou para outros países como Alemanha e África do Sul para lutar, até ser contratado pela WCW em 1993. Em 2000, após ser demitido pela empresa, Matthews foi contratado pela World Wrestling Federation (hoje conhecida como WWE), onde se tornou um comissário. Mais recentemente, se tornou Gerente Geral do Raw (por um período de tempo) e Coordenador de Lutas do WWE NXT. Ele foi o King of the Ring de 2008, além de ter conquistado diversos títulos com a companhia.
Durante sua carreira, Matthews ganhou mais de 60 títulos ao redor do mundo, incluindo quatro na WCW e 15 na WWE. Ele passou por diversos problemas envolvendo drogas, assim como uma séria doença cardíaca, usando a experiência para escrever a autobiografia "Walking a Golden Mile".

## Carreira no wrestling profissional

### Início
Matthews nasceu em Codsall Wood, Staffordshire, Inglaterra, Reino Unido, mas se mudou com a família para Londres. Matthews estreou no wrestling em feiras no Píer Norte de Blackpool aos 15 anos de idade. Ele lutou profissionalmente por toda a Inglaterra, onde regularmente lutou em dupla com Robbie Brookside, antes de se mudar para os Estados Unidos em 1992. Lutou sob o nome de Roy Regal em suas primeiras lutas, mas logo mudou a alcunha para Steve Regal, um nome que leu em uma revista de wrestling (usado por "Mr. Electricity" Steve Regal).

### World Championship Wrestling (1992—1998)
Matthews estreou na World Championship Wrestling (WCW) como Steve Regal, como um mocinho. Ele se tornou o vilão Lord Steven Regal em 1993, dizendo descender do rei Guilherme I de Inglaterra.
Bill Dundee era seu manager sob o nome de Sir William, e Regal chegou a ganhar o World Television Championship quatro vezes. Regal formou uma dupla com o também aristocrata Jean-Paul Levesque, que foi substituído por Bobby Eaton após Levesque deixar a WCW. Assim formou-se a dupla The Blue Bloods, onde Regal tentava ensinar à Eaton - um hillbilly do Alabama - os bons modos da nobreza inglesa. Ele renomeou Eaton de "Earl" Robert Eaton e logo adicionou "Squire" David Taylor ao time. Eles quase venceram o WCW Tag Team Championship, mas nunca o fizeram.
Durante seu tempo na WCW, Regal enfrentou Antonio Inoki no Clash of the Champions em 28 de agosto de 1994. Regal também enfrentou Shinya Hashimoto pelo IWGP Heavyweight Championship. Em 9 de fevereiro de 1998, Regal lutou contra Bill Goldberg no Monday Nitro, onde foi, na vida real, agressivo com Bill. Mais tarde foi revellado que Regal o havia feito de propósito, o que pegou Goldberg fora de guarda. Os rumores diziam que a administração da WCW estava zangada com Regal por ele, mesmo tendo seguidos os planos e perdido para Goldberg, não o fez parecer uma ameaça, sem manter a luta competitiva. No entanto, em sua autobiografia, Regal nega o acontecimento.

### World Wrestling Federation (1998—1999)
A primeira aparição de Regal na World Wrestling Federation aconteceu em 29 de junho de 1998, no Raw Is War, onde derrotou Droz. Regal não apareceu na programação até o outono, quando retornou com o personagem de um "machão" lenhador e pedreiro. Vídeos dele realizando trabalhos "masculinos" como cortar madeira, se barbear com uma lâmina cega e espremer seu próprio suco de laranja. Ele enfrentou X-Pac na primeira rodada do torneio pelo WWF World Championship no Survivor Series, o que terminou em um empate, eliminados os dois. Regal entrou em uma rivalidade com The Godfather, mas foi logo tirado da televisão por entrar na reabilitação em janeiro de 1999, sendo demitido em abril.

### Retorno à World Championship Wrestling (1999—2000)
Após deixar a reabilitação, Matthews foi recontratado pela WCW, sob o nome de Lord Steven Regal. Seu retorno oficial em pay-per-views aconteceu durante o Bash at the Beach em 1999, onde foi um dos muitos participantes do primeiro Hardcore Invitational. No Nitro da noite seguinte, Regal, acompanhado por Fit Finlay e Dave Taylor, lutou contra Billy Kidman. Os fãs reagiram como se Regal nunca tivesse deixado a companhia, gritando "USA! USA!". Mesmo com a ajuda de Finlay e Taylor, Regal não conseguiu vencer. Duas semanas mais tarde, enfrentou Mikey Whipwreck. A First Family de Jimmy Hart apareceu, desafiando os Blue Bloods no Road Wild pelo Troféu Hardcore, causando a perda da luta. Nada aconteceu, no entanto, já que nenhum dos grupos participou do Road Wild. Em fevereiro de 2000, Regal enfrentou "Hacksaw" Jim Duggan em uma luta Carreira vs. Carreira no Saturday Night pelo Television Championship. Regal perdeu a luta e foi demitido.

### Retorno à World Wrestling Federation/Entertainment/WWE (2000—presente)

#### Commissário (2000—2001)

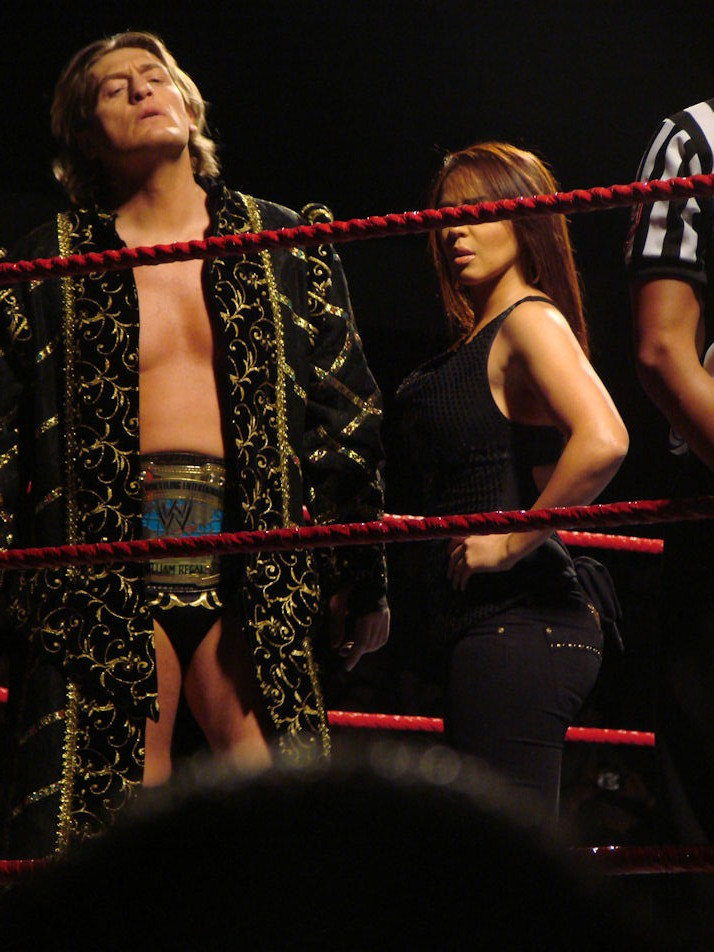
Regal com o cinto de Campeão Intercontinental, usando o seu tradicional robe

Regal foi novamente contratado pela WWF e mandado para o território de desenvolvimento Memphis Championship Wrestling por um curto período de tempo. Após uma luta com Chris Benoit no terceiro Brian Pillman Memorial Show, Regal foi mandado para o plantel principal e reestreou no Raw is Raw de 18 de setembro. Seu novo personagem se chamava Steven William Regal (logo encurtado para William Regal), um estereótipo de um esnobe inglês. Como um vilão, Regal venceu o European Championship. Ele logo se tornou uma autoridade conhecida como "comissário", se auto-proclamando "Embaixador da Boa Vontade" ("Goodwill Embassador"), ganhando um parceiro cômico em Tajiri. Durante a Aliança WCW/ECW, Regal custou o WWF Championship de Kurt Angle, se unindo à WCW Alliance. Ele foi demitido de suas funções de comissário por Linda McMahon, sendo contratado por Shane McMahon, dono da WCW, como Comissário da Alliance. Quando a Alliance foi derrotada no Survivor Series em novembro de 2001, Regal foi obrigado a se tornar o primeiro membro do Mr. McMahon's Kiss My Ass Club, beijando o traseiro de McMahon para manter seu emprego.

#### Campeão Intercontinental e Campeão Mundial de Duplas (2002—2005)
Ver também
Em 2002, após uma cirurgia no nariz, Regal entrou em uma rivalidade com Edge. Ele ganhou o Intercontinental Championship de Edge no Royal Rumble em janeiro, começando a usar um soco-inglês para vencer lutas. Regal defendeu seu título contra Edge no No Way Out em uma luta onde o soco-inglês de Regal ficava em um mastro, sendo legal usá-lo caso o alcançasse, mas perdeu o título para Rob Van Dam no WrestleMania X8. Logo depois ele derrotou Diamond Dallas Page pelo European Championship no SmackDown! de 22 de abril. Na metade do ano, a World Wrestling Federation foi renomeada World Wrestling Entertainment, e o plantel foi dividido em dois programas diferentes. Ele foi mandado para o Raw pelo dono do programa, Ric Flair. Ele perdeu o European Championship para Spike Dudley, mas o reconquistou duas semanas depois. Ele, mais tarde, perdeu o título para Jeff Hardy. Regal formou uma aliança com Molly Holly antes de se juntar aos The Un-Americans, um grupo antiamericano que consistia dos lutadores canadenses Lance Storm, Christian e Test. No Raw de 30 de setembro de 2002, todos os membros do grupo perderam lutas, causando a separação dos membros. Regal criou uma dupla com Lance Storm, ganhando o World Tag Team Championship de Booker T e Goldust, com a ajuda do soco-inglês de Regal. Eles perderam os títulos para The Dudleys (Bubba Ray e D-Von) no Royal Rumble, mas reconquistaram os cinturões um dia depois, graças a uma luta marcada por Chief Morley. Regal teria que abandonar o título mais tarde devido a um problema em seu coração.
Eugene, o sobrinho com problemas mentais do Gerente Geral do Raw Eric Bischoff, foi colocado sob a tutela de Regal quando o mesmo retornou. Inicialmente irritado por ter de servir de babá de Eugene, Regal acabou se tornando amigo do outro, se tornando popular no processo. Bischoff ordenou que Regal fizesse Eugene perder uma luta para que ele fosse obrigado a deixar a WWE, mas por sua amizade, Regal decidiu não compactuar com Bischoff, ajudando Eugene em sua luta com Robert Conway. Regal e Eugene formaram uma dupla e conquistaram o World Tag Team Championship de La Résistance no Raw de 15 de novembro de 2004. Eugene se lesionou no New Year's Revolution, o que lhes custou o World Tag Team Championship, já que Regal não conseguiu defender os títulos com o substituto de Eugene, o comentarista Jonathan Coachman. Em 4 de fevereiro de 2005, Regal e Tajiri derrotaram La Résistance e ganharam o World Tag Team Championship em um episódio do Raw transmitido direto do Japão. La Résistance entrou em uma rivalidade com os campeões. No Backlash, em maio, Regal e Tajiri participaram de uma luta Tag Team Turmoil contra três outras duplas. Regal e Tajiri foram eliminados por La Résistance, que foram eliminados por Rosey e The Hurricane, os novos campeões. Logo antes do ECW One Night Stand, Regal anunciou que estava se unindo ao grupo anti-ECW de Eric Bischoff para invadir o pay-per-view, pressionando Tajiri para escolher entre ele e a ECW. Tajiri escolheu pela ECW. Regal invadiu o pay-per-view com diversos outros lutadores, o tornando um vilão novamente.

#### SmackDown! e várias rivalidades (2005—2006)

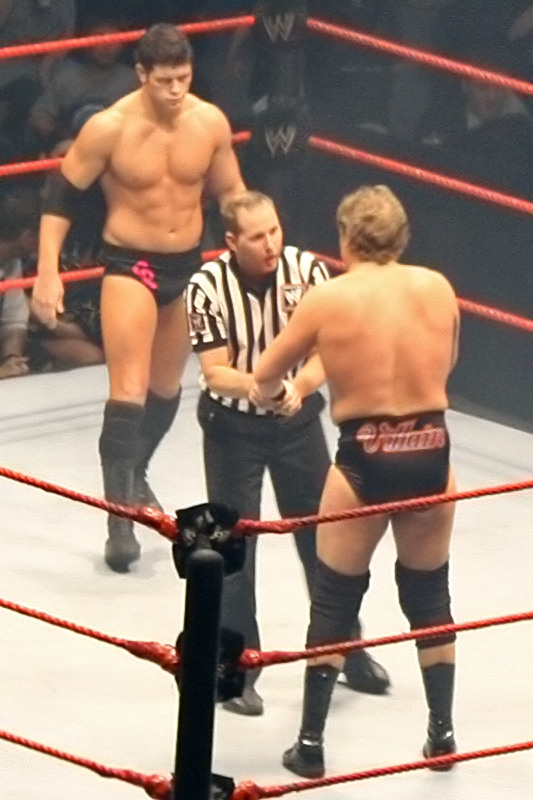
Regal sendo repreendido por um juiz

Em 30 de junho de 2005, Regal foi transferido para SmackDown! como parte do WWE Draft. Sua primeira luta aconteceu em 7 de julho contra Matt Morgan: a última luta de Morgan na WWE, sendo interrompida antes que Regal chegasse ao ringue pelos The Mexicools. Sua primeira luta real como parte do plantel do SmackDown! foi uma derrota para Chris Benoit no WWE Velocity. Benoit conseguiu vencer a luta ao fazer Regal desistir.
Em 4 de agosto de 2005, Regal deveria enfrenta Scotty 2 Hotty, mas os Mexicools atacaram os dois. Duas semanas depois, Regal e Hotty formaram uma dupla para enfrentar Super Crazy e Psicosis. Durante a luta, Regal traiu Scotty, abandonando o ringue e permitindo a vitória dos Mexicools. Dois dias depois, Regal falou com a platéia, dizendo ter voltado a ser o vilão que era antes. Ele foi, então, atacado por Scotty. Na semana seguinte, o também inglês Paul Burchill interrompeu uma luta entre os dois, ajudando Regal e formando com ele uma dupla, que perdeu para Bobby Lashley no Armageddon.
No SmackDown! de 3 de fevereiro, Regal e Burchill contaram ao representante da estação de televisão Palmer Canon que eles estavam se separando. Durante a discussão, Burchill informou Cannon que descobrira que descendia do pirata Barba Negra, pedindo para interpretar um pirata. Burchill, com uma nova personalidade heróica, começou uma rivalidade com Regal, que tentava convencê-lo a voltar à seus antigos modos. Regal foi derrotado na primeira luta de Burchill como pirata. Burchill derrotou Regal novamente em uma luta com a estipulação de que Regal teria de se vestir de donzela caso perdesse. Regal, então, foi obrigado a se vestir como mulher até que Burchill perdesse uma luta, o que aconteceu quando os dois perderam uma luta de duplas para os Gymini.

#### King Booker's Court e reunião com Dave Taylor (2006—2007)
Regal continuou a luta sem muita proeminência, com destaque à noite que se tornou um mocinho (apenas por aquela noite), perdendo uma luta para o então Campeão dos Estados Unidos JBL, na Inglaterra. Logo, Booker T se tornou King of the Ring e Regal se juntou à sua côrte, com a função de anunciar decisões. Como membro da côrte, Regal ajudou King Booker em sua rivalidade com Bobby Lashley, ocasionalmente se aliando a outro membro do grupo, Finlay. Durante esse tempo, Regal também entrou em uma rivalidade com Finlay pelo United States Championship. Regal, então, mudou seu nome para Sir William Regal. No No Mercy, Regal perdeu para Benoit, deixando a côrte e socando Booker após o mesmo tê-lo estapeado e lhe chamado de inútil. Durante o programa, Regal se envolveu em um segmento com Vito LoGrasso, onde expunha por um mero segundo seu pênis. WWE.com pediu desculpas públicas pelo incidente no dia seguinte.
Doze dias após o No Mercy, Regal anunciou que ele, como um dos melhores lutadores do mundo, estava cansado de ser mal tratado no SmackDown, dando como exemplos ter sido obrigado a se vestir de mulher, o incidente com Vito e servir a um falso rei. Ele, então, voltou a fazer dupla com seu antigo parceiro Dave Taylor, derrotando facilmente Scotty 2 Hotty e Funaki. No entanto, Taylor logo sofreu uma lesão e teve que abandonar a dupla, apenas acompanhando Regal ao ringue. Logo, Dave se curou e, com Regal, entrou em um rivalidade com os Campeões de Duplas da WWE Paul London e Brian Kendrick. Após derrotar London e Kendrick em diversas ocasiões, no Armageddon, eles participaram de ladder match também envolvendo Johnny Nitro e Joey Mercury e The Hardys. London e Kendrick venceram a luta após Mercury se lesionar no rosto. No SmackDown! de 25 de maio, Regal e Taylor enfrentaram London e Kendrick por uma chance pelos títulos, agora de Deuce 'n Domino. Os campeões interferiram na luta, fazendo com que os dois times se tornassem os desafiantes oficiais. Na semana seguinte, Deuce 'n Domino derrotaram os dois outros times, retendo os títulos.

#### Gerente Geral e retorno ao Raw (2007—2009)

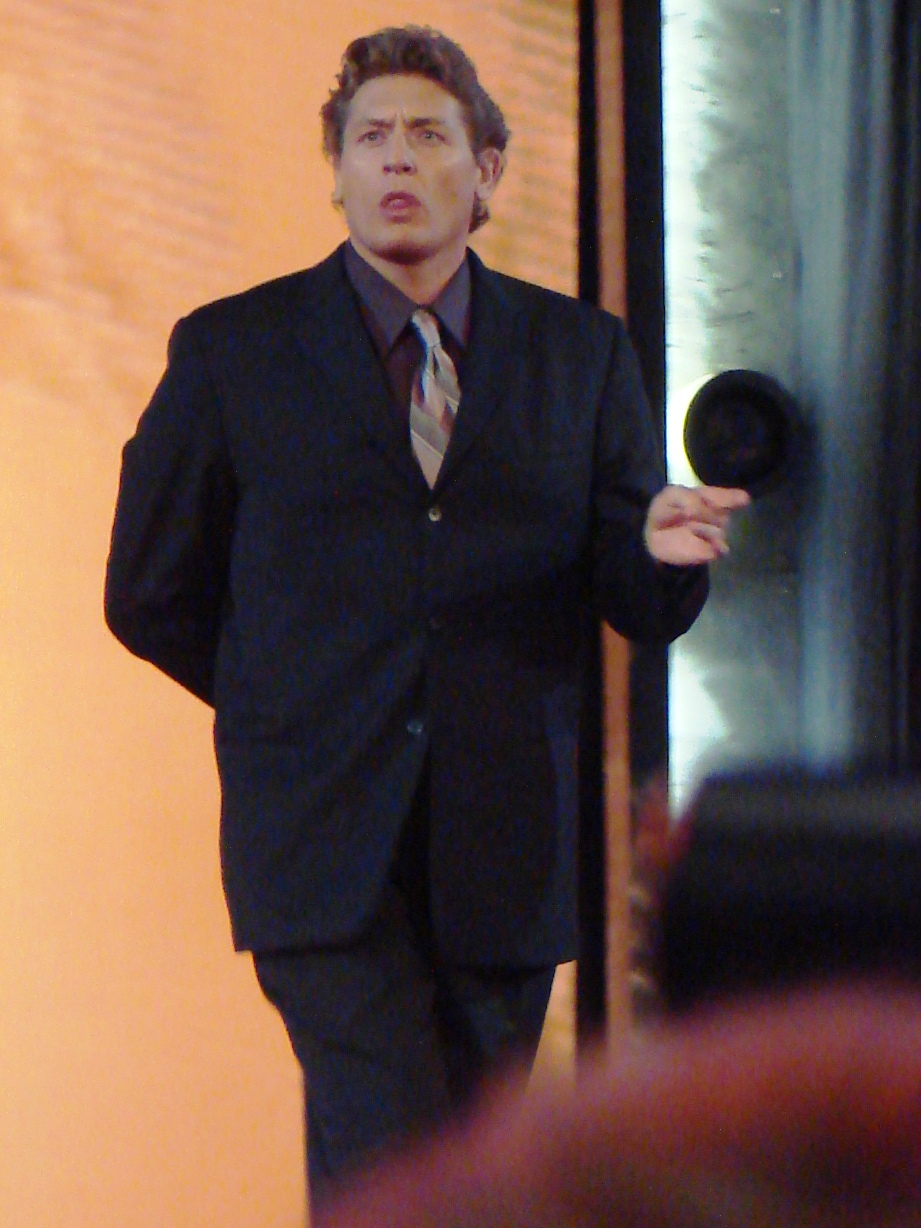
Regal como Gerente Geral do Raw em 2007

Em 17 de junho, Regal foi transferido de volta para o Raw durante o Draft Suplementar, acabando sua dupla com Taylor. Em 2 de julho, Regal se tornou o Gerente Geral interino do Raw, substituindo Jonathan Coachman. Como Gerente, Regal introduziu um desafio de tempo usado para escolher o desafiante de John Cena pelo WWE Championship no Great American Bash.
No Raw de 6 de agosto, Regal venceu uma Battle Royal envolvendo outros membros do programa, se tornando o Gerente Geral definitivo do Raw. Ele passou a incorporar game shows ao programa e, em 3 de setembro, foi atacado pelo Campeão da WWE John Cena como retaliação por ele ter dado à Randy Orton uma luta pelo título de Cena após Orton ter atacado o pai de Cena na semana anterior. Regal ficou fora do programa por um mês, retornando ao lado de Vince McMahon. Na véspera do Ano Novo, Triple H enfrentaria Ric Flair: se Flair perdesse, deveria se aposentar. Regal anunciou, então, que se Triple H perdesse, ele não participaria da luta Royal Rumble no Royal Rumble de 2008. Na mesma noite, Regal enfrentaria Hornswoggle com McMahon ao lado do filho. McMahon jogou um soco-inglês para Regal durante a luta, mas Regal decidiu não compactuar com McMahon, abandonando a luta sem ferir Hornswoggle. Durante a luta entre Flair e Triple H, Regal atacou Flair com o soco-inglês, dando à Ric a vitória por desqualificação. Como resultado, no Raw Roulette na semana seguinte, Regal perdeu uma luta First Blood para Triple H. Algumas semanas depois, ele marcou uma luta Elimination Chamber para No Way Out.
Na semana seguinte, Regal ganhou o torneio King of the Ring de 2008, numa edição especial do Raw de três horas, tendo derrotado Hornswoggle, Finlay e CM Punk por submissão. Durante a coroação de Regal na semana seguinte, um retornante Mr. Kennedy o interrompeu. Algumas semanas depois, Regal perdeu uma luta para Kennedy. A luta tinha a estipulação de que o perdedor seria demitido. Na realidade, Regal havia sido suspenso em 20 de maio de 2008 por sua segunda violação da política antidrogas da companhia. Em 28 de julho de 2008, Regal retornou de sua suspensão como um lutador desempregado no Raw, onde derrotou o Campeão Mundial dos Pesos-Pesados CM Punk.
Regal começou uma rivalidade com Jamie Noble após os dois desenvolverem um interesse romântico por Layla. Os dois se enfrentaram nas semanas seguintes, até Regal vencer a terceira luta de uma série, conseguindo conquistar Layla.
Em 3 de novembro de 2008, Regal venceu uma Battle Royal para enfrentar Santino Marella pelo Intercontinental Championship na semana seguinte, em Manchester, Inglaterra. Regal derrotou Marella em 40 segundos e conquistou seu segundo Intercontinental Championship. Mais tarde ele começou uma rivalidade com Punk pelo título. Em 5 de janeiro, Regal perdeu para Punk devido a uma desqualificação após agarrar o árbitro pela camisa. Por isso, Stephanie McMahon deu à Punk uma luta na semana seguinte também pelo título e, se Regal fosse desqualificado, também perderia o título. Dessa vez, no entanto, Punk foi desqualificado. Punk venceu o título na semana seguinte, em uma luta sem desqualificações.
No Draft de 2009, Layla foi transferida para o SmackDown, desfazendo o par com Regal. No Extreme Rules, Regal participou de uma luta contra o então-campeão Kofi Kingston, Matt Hardy e Montel Vontavious Porter pelo WWE United States Championship, mas Kofi venceu a luta.

#### ECW e Ruthless Roundtable (2009—2010)

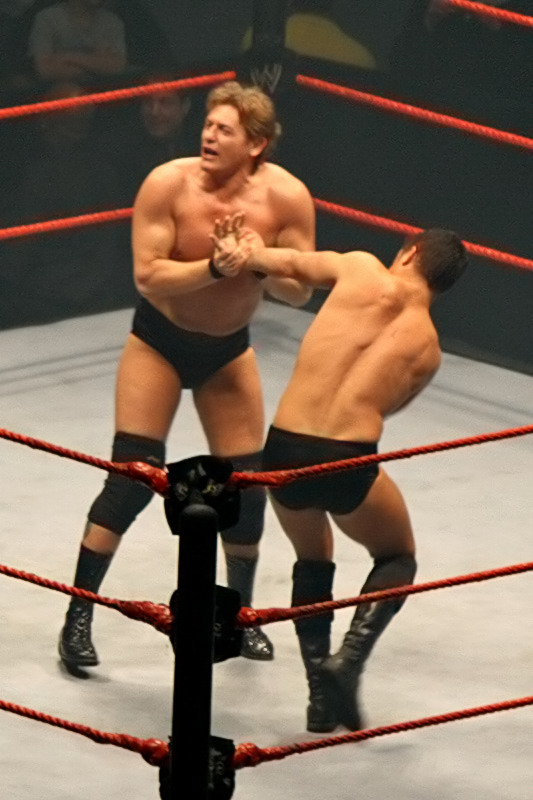
Regal aplica um wrist lock em Cody Rhodes

William Regal foi mandado para a ECW em 29 de junho de 2009. Em sua primeira luta, em 30 de junho de 2009, fez uma dupla com Vladimir Kozlov para derrotar a dupla de Tommy Dreamer e Christian.
No ECW on SyFy de 11 de agosto, Regal derrotou Dreamer para se tornar o desafiante pelo ECW Championship. Na semana seguinte, Regal e Vladimir Kozlov enfrentaram Christian e Ezekiel Jackson. Durante a luta, no entanto, Jackson traiu Christian, dando a vitória para Regal e Kozlov. O grupo formado por Regal, Kozlov e Jackson foi batizado de "The Ruthless Roundtable" ("A Impiedosa Mesa-Redonda"). No SummerSlam, Christian derrotou Regal pelo ECW Championship em oito segundos, aproveitando enquanto Regal tirava seu robe. No WWE Breaking Point ocorreu uma nova luta entre os dois, mas Christian novamente saiu vencedor. Regal e Jackson eventualmente traíram Kozlov, o acusando de ser fraco e o expulsando do grupo.

#### Retorno ao Raw (2010—2011)
Em fevereiro de 2010, Montel Vontavious Porter foi anunciado como um WWE Pro, tendo a função de mentor do NXT Rookie Skip Sheffield no novo programa WWE NXT, mas MVP foi substituído por Regal antes do início do programa. Regal estreou no programa no NXT de 2 de março, fazendo uma dupla com Sheffield contra Matt Hardy e Justin Gabriel, perdendo a luta. Em 30 de março, Regal se aliou à Christian, Carlito e The Miz para enfrentar R-Truth, Matt Hardy CM Punk e Wade Barrett, também sendo derrotado. Em 13 de abril, Regal venceu sua primeira luta no NXT, derrotando Daniel Bryan. Em 10 de maio, o NXT Rookie de Regal foi eliminado.
Em 23 de fevereiro, o perfil de Regal foi mudado da ECW para o Raw. Em 25 de fevereiro, Regal competiu em uma luta de duplas no WWE Superstars se aliando a Jack Swagger para derrotar Chris Masters e Santino Marella, confirmando sua mudança para o Raw. No Raw de 8 de março, Regal foi derrotado por Evan Bourne em um combate que o qualificaria para a luta Money in the Bank.
No Raw de 3 de maio, Regal e Vladimir Kozlov reformaram sua dupla, perdendo para a The Hart Dynasty. No Raw de 31 de maio, Regal foi atacado por Kozlov durante uma luta. Em 14 de junho, Regal perdeu uma luta para Marella, devido à rápida contagem do árbitro, Kozlov. Depois de cinco meses sem vencer uma luta, Regal derrotou Goldust no WWE Superstars de 26 de agosto. No Raw de 13 de setembro, Regal foi derrotado por Goldust em uma luta na qual Regal e Goldust tiveram que vestir a roupa um do outro.

#### Comentarista e coordenador do NXT (2011—2012)

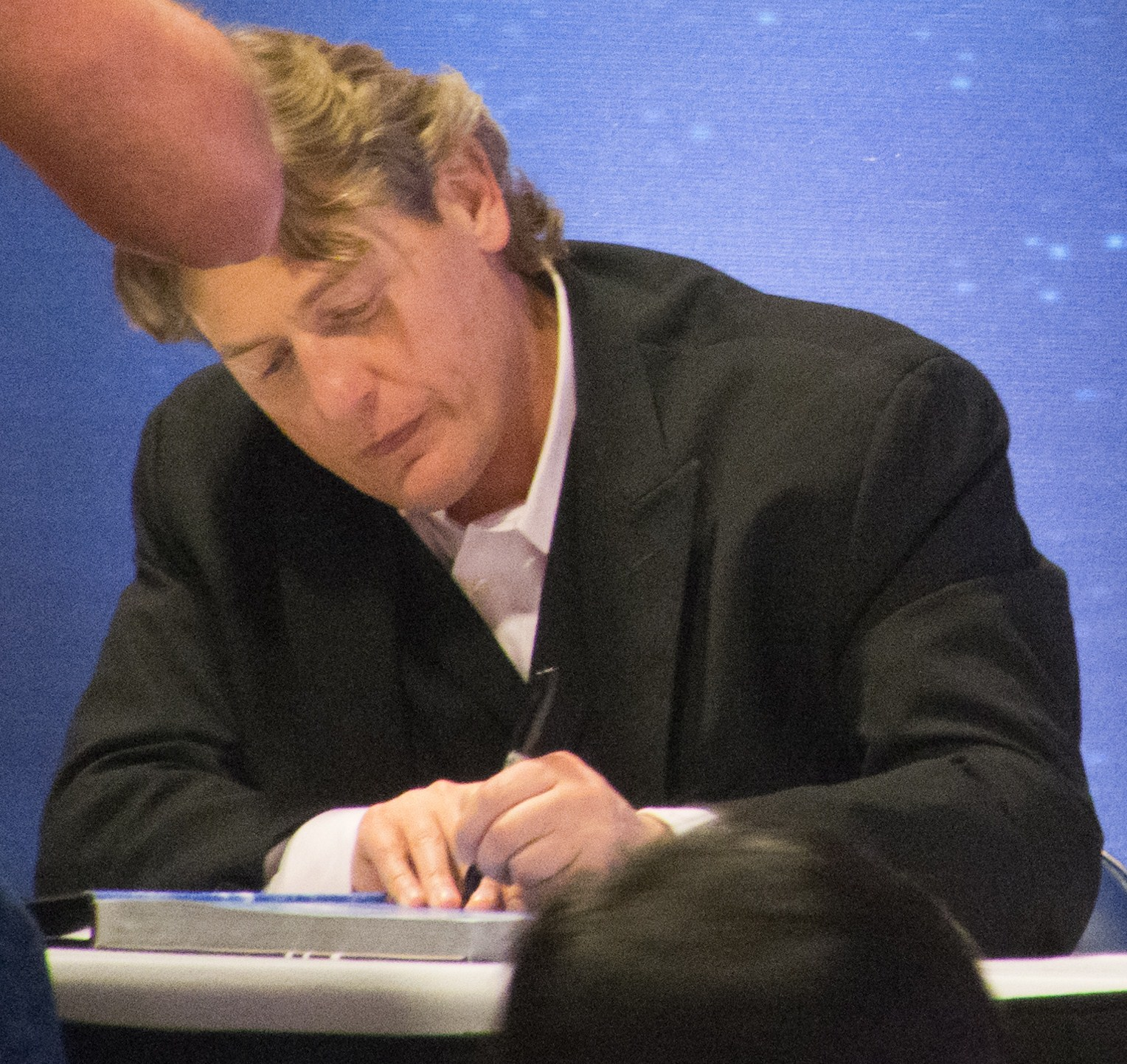
Regal assinando autógrafos durante o WrestleMania XXVIII.

Nos meses seguintes, Regal passou a lutar mais ativamente no WWE Superstars. Em 8 de março de 2011, Regal tomou o lugar de Josh Mathews como comentarista do NXT, em sua quinta temporada, se tornando um mocinho no processo. Durante o NXT, o Rookie Jacob Novak passou a desafiar Regal para uma luta. Em 19 de abril, Regal finalmente respondeu, perseguindo Jacob para fora da arena.
Regal foi transferido de volta para o SmackDown como parte do Draft Suplementar de 2011. A rivalidade com Novak e JTG continuou, quando Novak atacou Regal durante uma luta entre o comentarista e JTG. Em seu aniversário, no NXT de 10 de maio, Regal derrotou Novak. Em junho, Regal também começou a realizar comentários esporádicos no território de desenvolvimento da WWE, a Florida Championship Wrestling (FCW), ao lado de Matt Martlaro. Em outubro, ele começou uma rivalidade com Dean Ambrose, o derrotando na FCW de 6 de outubro após uma briga nos bastidores.
No SmackDown de 19 de agosto, Regal fez sua estreia no programa desde sua transferência, participando de uma Battle Royal para escolher o desafiante do Campeão Mundial dos Pesos-Pesados Randy Orton por seu título. Regal, no entanto, não venceu a luta. No NXT de 23 de agosto, Regal defendeu o apresentador Matt Striker de um ataque de Darren Young. Duas semanas depois, Regal derrotou Young. No NXT de 14 de setembro, Young e JTG - que havia tentado interferir na luta da semana anterior - confrontaram Regal e Striker, os derrotando em uma luta de duplas mais tarde naquela noite. Regal participou de uma outra Battle Royal no SmackDown de 14 de outubro, com outros 40 lutadores, mas acabou sendo eliminado por Daniel Bryan. Regal e Bryan se enfrentaram no WWE Superstars de 10 de novembro, com Regal sendo derrotado. Em 30 de novembro, Korpela e Regal foram substituídos por Josh Mathews e Matt Striker como comentaristas no NXT. Em 11 de janeiro de 2012, Regal passou a comentar o NXT ao lado de Striker.
Ele retornou ao SmackDown em 20 de janeiro, interrompendo um concurso de dança entre Vickie Guerrero e Brodus Clay, sendo atacado pelo último após dançar. Regal fez uma aparição no Raw seguinte, comentando uma luta entre Clay e Heath Slater.
No NXT de 29 de fevereiro de 2012, Regal se tornou Coordenador de Lutas, tendo o poder autoritário de marcar combates. O título foi revogado com a estreia do novo NXT, em 20 de junho de 2012, e Regal voltou a ser comentarista, ao lado de Jim Ross.
No Over the Limit, Regal participou de uma battle royal, mas não venceu. Regal retornou no Saturday Morning Slam de 22 de setembro, sendo derrotado por Zack Ryder. Ele retornou no Raw de 22 de outubro, como um dos lumberjacks da luta entre CM Punk e Sheamus. No SuperSmackDown de 6 de novembro, Regal aliou-se a Sheamus, sendo derrotado por Big Show e Wade Barrett após ter sido, com Sheamus, atacado por Show em um bar. No Raw seguinte, Regal foi derrotado por Big Show. Mais tarde, foi nocauteado por Show nos bastidores.
Em 5 de dezembro, Regal começou uma rivalidade com seu antigo discípulo Kassius Ohno ao salvar Tyson Kidd de um ataque de Ohno e Leo Kruger. Quando Regal salvou Derrick Bateman de um outro ataque de Ohno, Kassius confrontou Regal, que o socou. No episódio da semana seguinte, Regal desculpou-se com Ohno. Em resposta Ohno ofendeu a carreira de Regal, sendo novamente socado. Ohno and Regal went on to attack each other while the other person was at commentary. A rivalidade culminou em uma luta no NXT de 11 de abril, com Regal vencendo. Ohno later apologised to Regal. No NXT de 26 de junho, Regal tentou ajudar Ohno, Adrian Neville e Corey Graves de um ataque da Wyatt Family, Garrett Dylan e Scott Dawson, sem sucesso. Na semana seguinte, Graves, Neville e Regal foram derrotados pela Wyatt Family. A rivalidade seguinte de Regal se deu contra Antonio Cesaro, após Regal salvar o locutor Byron Saxton das opressões físicas de Cesaro, o que culminou em Cesaro derrotando Regal no NXT de 25 de dezembro.

## Vida pessoal
Matthews é casado com Layla El desde 2004. Juntos, o casal possui três filhos: Daniel, Dane e Bailey. Seu sotaque real é muito diferente do que usa na televisão, mais próximo à pronúncia de casa palavra. Ele possui uma tatuagem na perna esquerda onde se lê "Made In England" e uma rosa com o nome de sua esposa no braço esquerdo. Matthews participou de um episódio de The Weakest Link, vencendo duas das três rodadas e terminando a competição em terceiro. Seus animais de estimação incluem duas cobras, oito lagartos, uma tartaruga, três gatos e dois cães. Ele afirma ter tantos animais porque "Humanos lhe enojam. Criaturas vís"
Em 2003, Darren foi diagnosticado com um problema cardíaco que fazia com que um lado de seu coração batesse de forma dessincronizada. Isso permitiu que uma grande quantidade de fluidos se alojasse em seu corpo. Ele voltou a luta depois do tratamento, em 2004. Durante a doença e tratamento, ele ganhou e, depois, perdeu, 18 quilos.
Enquanto na WCW, Matthews foi preso durante um voo entre o Japão e os Estados Unidos por ter se embebedado e urinado na aeromoça. Segundo a autobiografia de Matthews, ele estava tão bêbado que não se lembra do ocorrido, tendo acordado em uma cela em Anchorage, Alaska. Em 30 de agosto de 2007, a Sports Illustrated denunciou Matthews e nove outros lutadores como consumidores de esteróides ilegais. Matthews recebeu somatropina, anastrozole e outros esteróides entre novembro de 2005 e novembro de 2006.

## No wrestling
- Movimentos de finalização

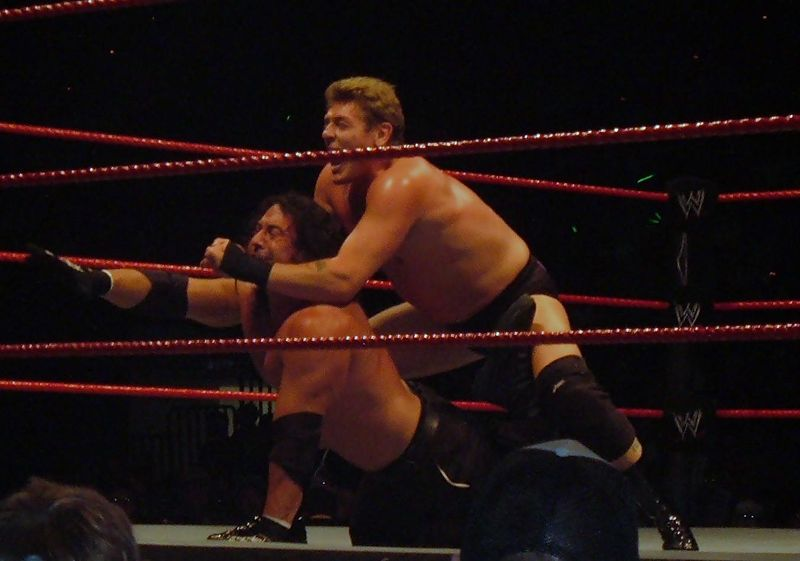
Regal aplicando um headlock em Chuck Palumbo.

  - Knee Trembler (Joelhada na cabeça de um oponente que está de joelhos ou se levantando)[71][72]
  - Power of the Punch (Soco com a mão direita usando soco-inglês)[2][7]
  - Regal Stretch (Arm trap com STF de pernas cruzadas)[2][4][7]
- Movimentos secundários
  - Half Boston crab com o joelho na cabeça do oponente
  - Bow and arrow stretch
  - Double knee lift
  - European uppercut[2]
  - Indian deathlock
  - Esganamento utilizando o joelho enquanto distrai o juiz
  - Diversas variações de suplex
    - Double underhook, as vezes da top rope
    - German
    - Half nelson[73]
    - Regal-Plex (Bridging leg hook belly to back)[3] – Invenção
    - Scoop exploder[2]
    - Three-quarter nelson-1991-2003

  - Neckbreaker[2]
  - Regal Bomb (Double underhook powerbomb)[2]-1991-2007
  - Regal Cutter (Arm trap neckbreaker)[2]-1991-2006
  - Regal Roll (Rolling fireman's carry slam)[3]-Invenção
  - Surfboard[74]
- Managers
  - Sir William[9][75]
  - Jeeves[75]
  - Lady Ophelia[6]
  - Layla[75]
- Lutadores de quem foi manager
  - Triple H[76]
  - Eugene
  - Paul Burchill
  - Vladimir Kozlov
  - Ezekiel Jackson
- Alcunhas
  - "Lord" Steven Regal (WCW)[2]
  - "The Man's Man" ("O Machão") (WWF)[2][3]
  - "Sir" William Regal (WWE)[2]
  - "The Ringleader of the Tormentors" ("O Chefe dos Torturadores")[3]
  - "The 2008 King of the Ring" ("O King Of The Ring de 2008")[77]
  - "The British Brawler" ("O Brigão Britânico")
- Temas de entrada
  - World Championship Wrestling
    - Como Steven Regal
      - "Salute the Heroes"
      - "Noble Occasion"
      - "Trumpet Voluntary"

  - WWF/E
    - Como Steven Regal
      - "Real Man's Man" por Jim Johnston (1998)[78]

    - Como William Regal
      - "Promenade" por Jim Johnston (2000–2001, 2004, 2007)
      - "Regality" por Jim Johnston (2001, 2007–2008)[79]
      - "Villain" por Jim Johnston (2001–2002, 2003–2004, 2005–2007, 2008–presente)

### Lutadores treinados
- Bryan Danielson[80]
- Brian Kendrick[81]
- CM Punk[82]
- Chris Hero[82]
- Skye[83]
- Bobcat[84]
- Samoa Joe[85]

## Títulos e prêmios
- Memphis Championship Wrestling

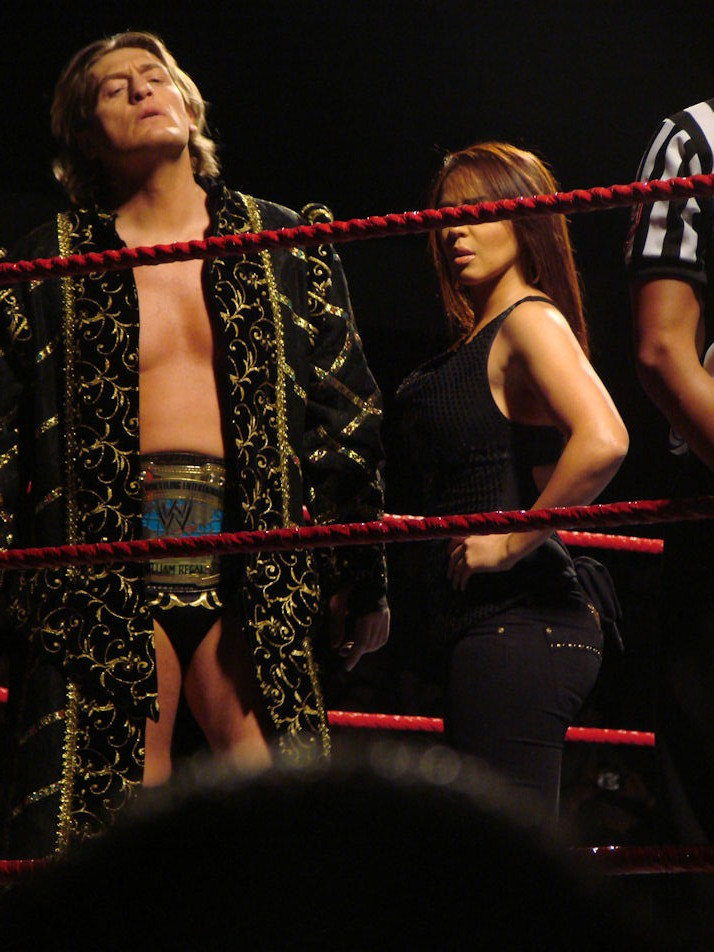
Regal como Intercontinental Champion, acompanhado por Layla.

  - MCW Southern Heavyweight Championship (1 vez)[2][86]

- Pro Wrestling Illustrated
  - PWI o colocou #18ª posição dos 500 melhores lutadores individuais de 1994[87]

- World Championship Wrestling
  - WCW World Television Championship (4 vezes)[8]

- World Wrestling Federation / World Wrestling Entertainment
  - World Tag Team Championship (4 vezes) – com Lance Storm (2), Eugene (1) e Tajiri (1)[88][89][90][91]
  - WWF/E Intercontinental Championship (2 vezes)[92][93]
  - WWF/E European Championship (4 vezes)[94][95][96][97]
  - WWF Hardcore Championship (3 vezes)[14]
  - King of the Ring (2008)[98]